# Gustave Saintenoy

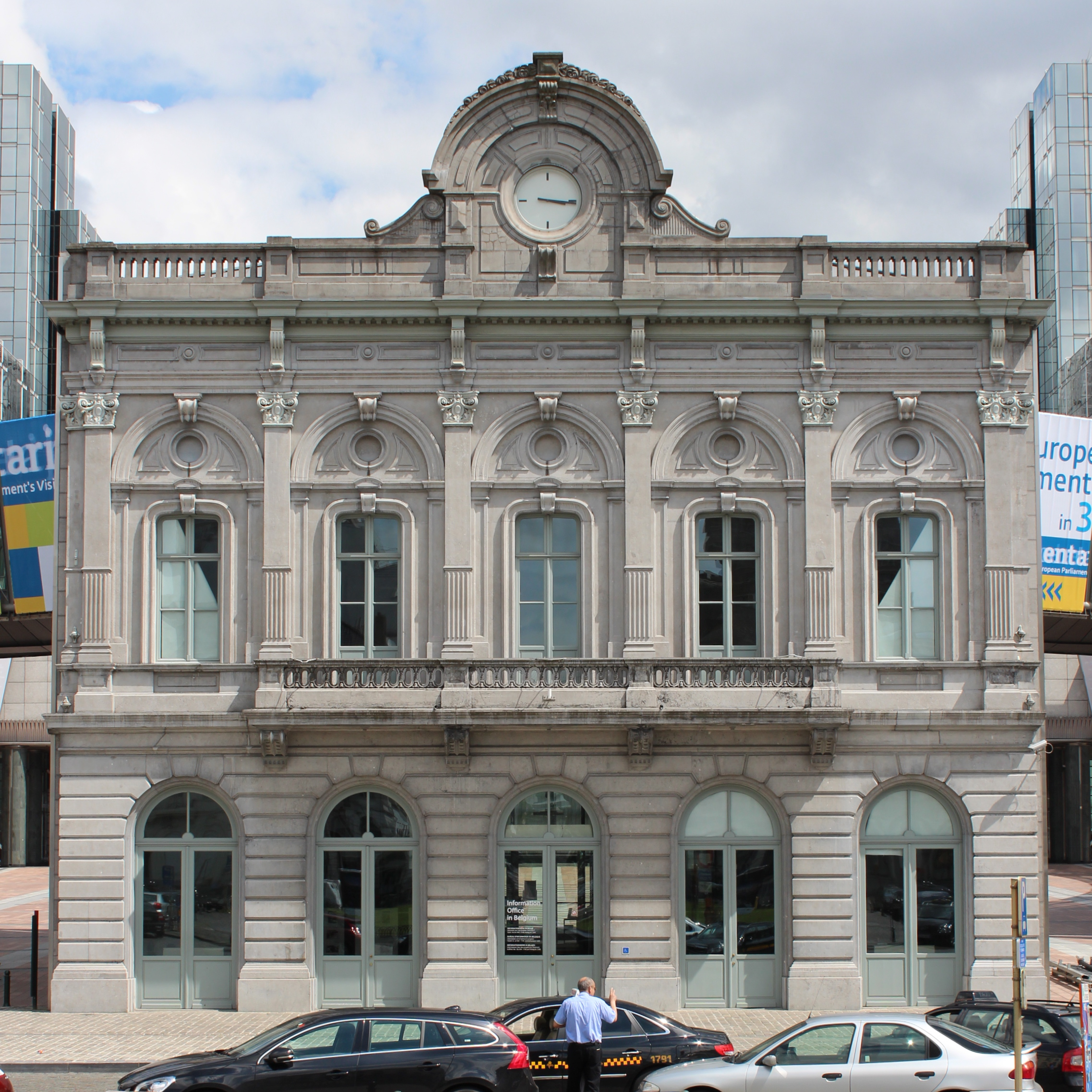
Station Brussel-Luxemburg.

Gustave Jean-Jacques Saintenoy (Brussel, 6 februari 1832 — Schaarbeek, 17 januari 1892) was een Belgische architect, die voornamelijk gebouwen ontwierp in de Second Empirestijl. Hij had een voorliefde voor overvloedige versiering van de door hem ontworpen gebouwen.

## Leven
Gustave Saintenoy studeerde aan de Koninklijke Academie voor Schone Kunsten te Brussel. Als jongeling, in 1852,  behaalde hij reeds een prijs voor zijn architecturale composities. In die periode leverde hij prestaties in de werkplaats van architect Felix Janlet, alwaar hij kennis maakte met Janlet's collega Hendrik Beyaert. Drie jaar nadien ontwierp hij het station Brussel-Luxemburg, op het Luxemburgplein in de Leopoldswijk. Dit gebeurde in opdracht van de Luxemburgse Spoorwegmaatschappij Compagnie Grande Luxembourg (GL). Van dit gebouw, uit 1855, is alleen de voorgevel in zijn oorspronkelijke staat bewaard gebleven. De overige delen werden verbouwd bij de constructie van een nieuw ondergronds station aan het einde van de 20-ste eeuw.
Saintenoy huwde in 1861 Adèle Cluysenaar (31 augustus 1834 — 15 augustus 1901), die een dochter was van de bekende architect Jean-Pierre Cluysenaar. In 1862 ontsproot uit dit huwelijk een zoon, Paul Saintenoy, die voor hetzelfde beroep als zijn vader koos en eveneens een befaamde bouwmeester werd.
Gustave overleed tamelijk jong, op 60-jarige leeftijd en werd ter aarde besteld op de begraafplaats van Schaarbeek.

## Belangrijkste werken
- 1855: Station Brussel-Luxemburg, Luxemburgplein, Brussel (ten dele bewaard);
- 1861: Hotel Antoon Dansaert, Wetstraat, Brussel (thans gesloopt);
- 1861–1864: IJzeren kerk of Église Notre-Dame d'Argenteuil (Ohain, Waals-Brabant) (in samenwerking met architect J.P. Cluysenaar) (thans gesloopt);
- 1866–1868: uitbreiding van het Paleis van de Graaf van Vlaanderen, Brussel (in samenwerking met architect Clément Parent);
- 1867–1869: Stadsschouwburg, Brugge;
- 1868–1870: Cassel-bank, Broekstraat, Brussel (thans gesloopt);
- 1870: Cité du Travail, Onze-Lieve-Vrouw van Vaakstraat, Brussel;
- 1872: Magasin du Dôme des Halles, Brussel (thans gesloopt);
- 1873: Herenhuis met kariatiden, Regentschapstraat, Brussel;
- 1873–1874: School voor onderwijzeressen, Strostraat, Brussel;
- 1874–1877: Kasteel Les Amerois, Bouillon;
- 1891: Provincieraadsgebouw, Hasselt (Ontwerp van Gustave Saintenoy, praktische uitvoering door zijn zoon: Paul).

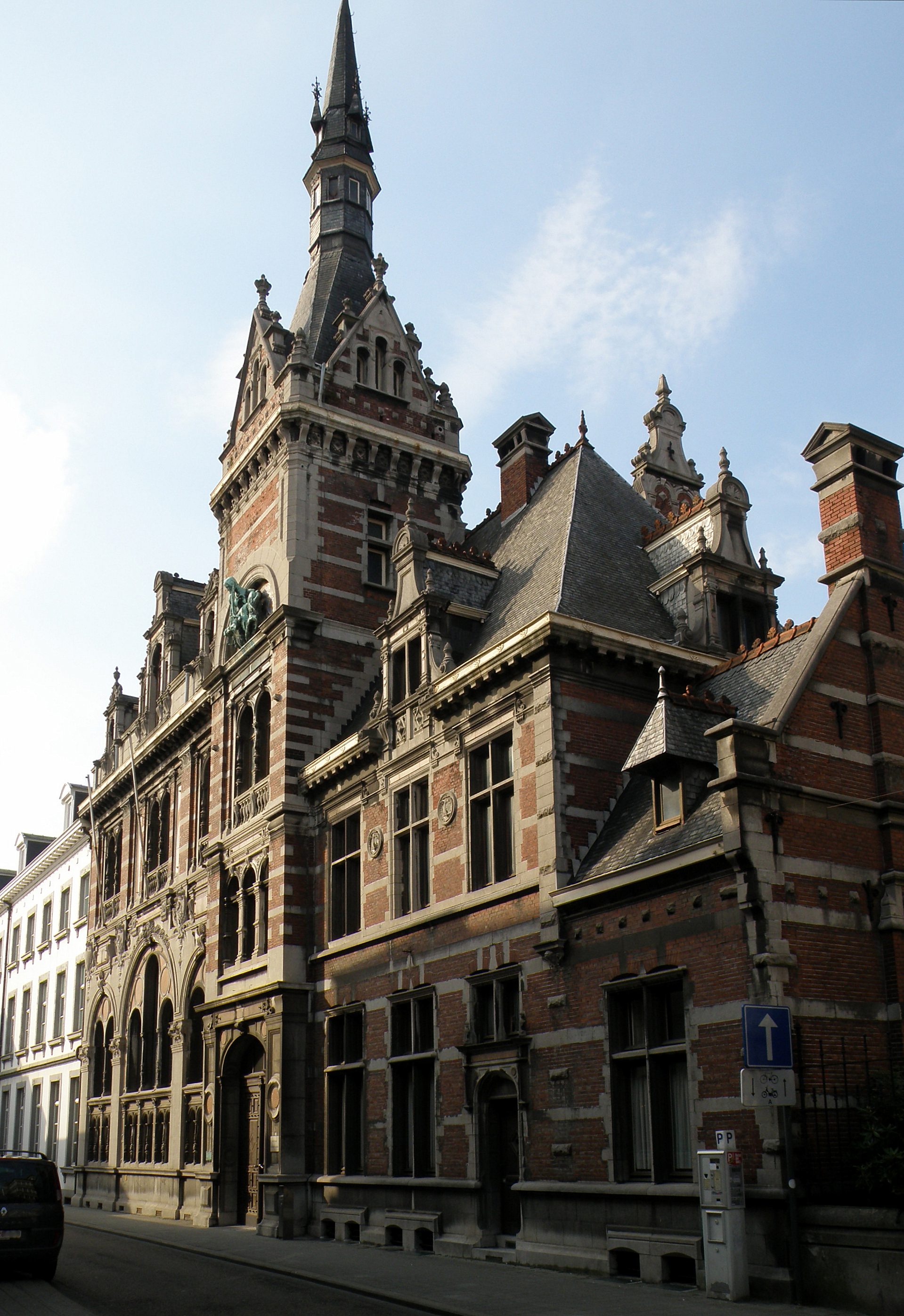
Provinciaal raadsgebouw te Hasselt.
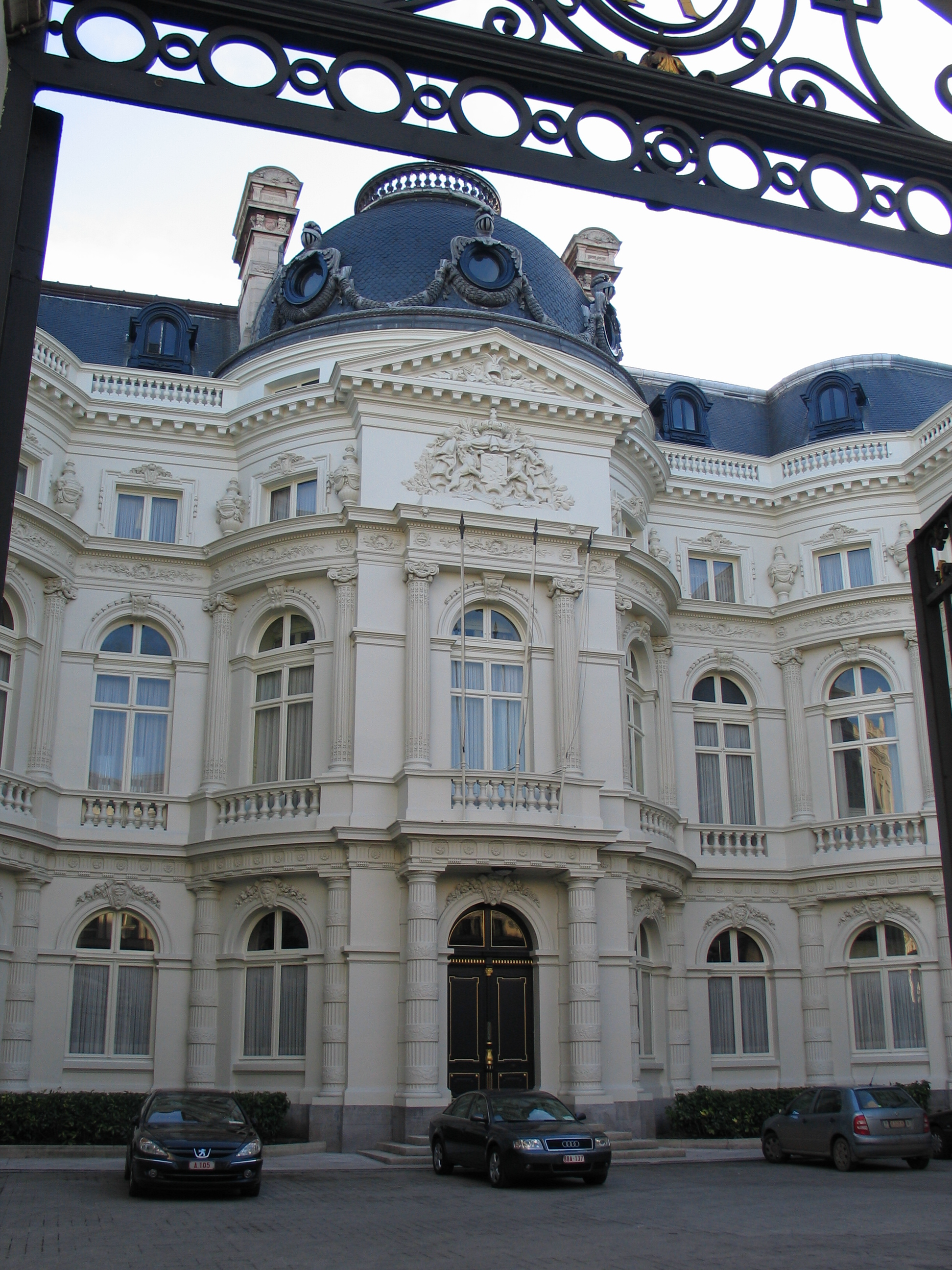
Paleis van de Graaf van Vlaanderen te Brussel, thans Rekenhof.
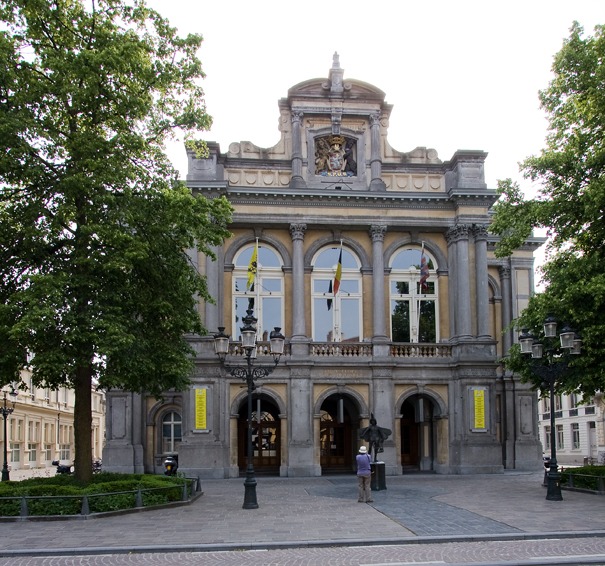
Stadsschouwburg te Brugge.